# Linia Newsko-Wasileostrowska
Linia Newsko-Wasileostrowska (ros. Невско-Василеостровская линия) – trzecia linia metra w Petersburgu, otwarta 3 listopada 1967 roku. Jej długość wynosi 22,54 kilometry i liczy ona 10 stacji. Na mapie jest oznaczana cyfrą 3 i zielonym kolorem.

## Historia

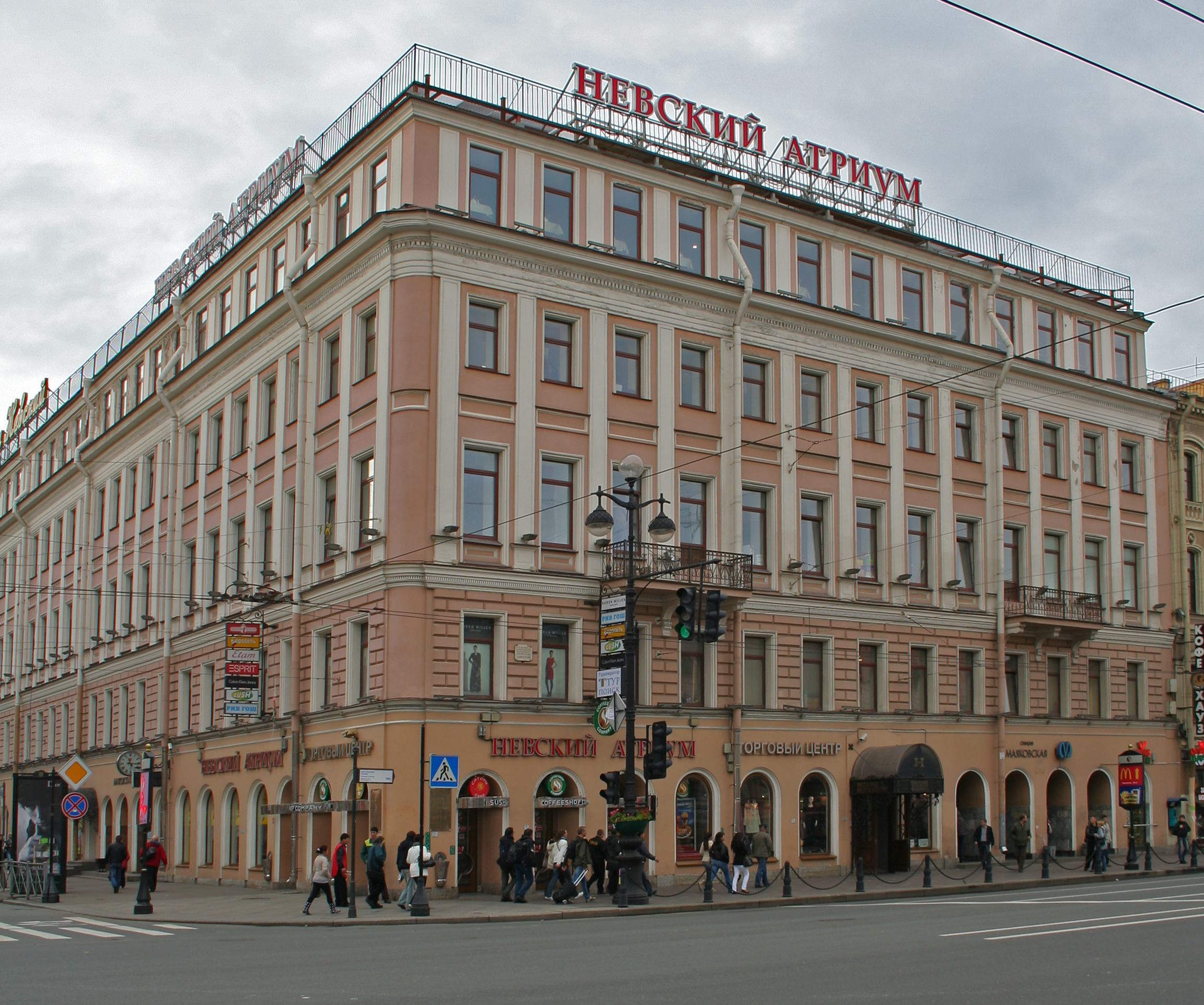
Wejście do stacji Majakowskaja.

Poszczególne stacje były otwierane w następującej kolejności:
- 3 listopada 1967 - Wasileostrowskaja - Płoszczad´ Aleksandra Niewskogo (8,2 km, 4 stacje)
- 25 grudnia 1970 - Płoszczad´ Aleksandra Niewskogo - Łomonosowskaja (6,2 km, 2 stacje)
- 29 września 1979 - Primorskaja - Wasileostrowskaja (2,4 km, 1 stacja)
- 10 lipca 1981 - Łomonosowskaja - Obuchowo (4,3 km, 2 stacje)
- 22 kwietnia 1975 - Obuchowo - Rybackoje (3,2 km, 1 stacja)

Linia jest obsługiwana przez jedną zajezdnię, TCz-5 Niewskoje.

## Lista stacji i zajezdni
- Primorskaja (Приморская)
- Wasileostrowskaja (Василеостровская)
- Gostinyj Dwor (Гостиный двор) - przejście na linię Moskiewsko-Piotrogrodzką
- Majakowskaja (Маяковская) - przejście na linię Kirowsko-Wyborską
- Płoszczad´ Aleksandra Niewskogo-1 (Площадь Александра Невского-1) - przejście na linię Prawobrzeżną
- Jelizarowskaja (Елизаровская)
- Łomonosowskaja (Ломоносовская)
- Proletarskaja (Пролетарская)
- Obuchowo (Обухово)
- Rybackoje (Рыбацкое)
- Zenit (Зенит)
- Biegowaja (Беговая)

### Zajezdnie
- TCz-5 Niewskoje (ТЧ-5 «Невское»)